# DMS-Kontrolle
Eine DMS-Kontrolle ist ein klinisches Diagnoseverfahren, das zur Statuserhebung bei Verletzungen oder während der Nachversorgung verwendet wird. Dabei wird die Durchblutung, Motorik und Sensibilität eines bestimmten Körperteils untersucht. Gebräuchlich ist dabei auch das Kürzel pDMS für „periphere DMS“.
Die DMS-Kontrolle wird angewandt, wenn die Möglichkeit einer Gefäß- oder Nervenverletzung vorliegt. Zur Prüfung der Durchblutung werden der Puls, die Färbung der Haut und die Temperatur der betroffenen Extremität geprüft. Bei der Prüfung der Motorik und Sensibilität ist es vorteilhaft, diese im Seitenvergleich durchzuführen. Häufig angewandt wird die DMS-Kontrolle beispielsweise bei der Nachversorgung von Knochenbrüchen, die mittels Gipsverband therapiert werden.